# Péninsule de Setúbal

Localisation de la péninsule de Setúbal

La péninsule de Setúbal (en portugais Península de Setúbal) est une des trente sous-régions statistiques du Portugal.
Avec la sous-région du Grand Lisbonne, elle forme la région de Lisbonne.

## Géographie
La Péninsule de Setúbal est limitrophe :
- au nord, du Grand Lisbonne, dont elle est séparée par la mer de Paille ;
- au nord-est, de la Lisière du Tage ;
- à l'est, de l'Alentejo central ;
- au sud, de l'Alentejo littoral.

Elle dispose en outre, comme son nom l'indique, d'une façade maritime, au sud et à l'ouest, sur l'océan Atlantique.

## Données diverses
- Superficie : 1 421 km2
- Population (2001) : 757 113 hab.
- Densité de population : 532,80 hab./km2

## Subdivisions
La Péninsule de Setúbal groupe neuf municipalités (conselhos ou municípios, en portugais) :
- Alcochete
- Almada
- Barreiro
- Moita
- Montijo
- Palmela
- Seixal
- Sesimbra
- Setúbal

1. 1 2  « Official Journal L 87/2023 », sur eur-lex.europa.eu (consulté le 13 janvier 2024)